# Paula Kiffner
Paula Kiffner ist eine kanadische Cellistin.
Kiffner studierte am Peabody Conservatory und an der Ohio State University. Ihre Lehrer waren Harvey Shapiro, Laurence Lesser und Stephen Kates. Sie war Mitglied der Washington Theater Chamber Players und des Vancouver Symphony Orchestra und Erste Cellistin des Annapolis Symphony Orchestra, außerdem als Gast Erste Cellistin im Orchester des Royal Winnipeg Ballet. Als Recitalistin und Solistin trat sie in Pacific Northwest auf.
Sie lehrte als Gastdozentin an der University of British Columbia, der University of Victoria und am Victoria Conservatory of Music, arbeitete  mit den Jugendorchestern der USA und Kanadas und ist seit 1991 Artist in Residence an der University of Victoria, wo sie Cello und Kammermusik unterrichtet.